# کنت نیکولز
کنت نیکولز (انگلیسی: Kenneth Nichols؛ زاده ۱۳ نوامبر ۱۹۰۷ درگذشته ۲۱ فوریهٔ ۲۰۰۰) یک فرد نظامی بود.